# Староскандинавски език
Староскандинавският език е германски език, който дава началото на съвременните датски, шведски, норвежки, фарьорски и исландски език.
Староскандинавският се дели на два основни диалекта:
- Западен: староисландски и старонорвежки
- Източен: стародатски и старошведски

През XI век е широко разпространен – говори се от германските племена между Гренландия на запад, Русия на изток и Нормандия на юг. От този период до днес, най-слабо са се изменили исландският и родственият му фарьорски език, който е изпитал и известно влияние от датския. Староскандинавският език също е оказал широко влияние върху някои диалекти на английския и норманския.
Най-ранните открити писмени паметници на староскандинавски език са рунически надписи от I век. Такива надписи са използвани в следващите хиляда години. По-цялостни литературни произведения обаче се появяват едва в зрялото средновековие. Те използват латинска азбука и най-известни сред тях са исландските саги и еди.